# Freccia Vallone femminile 2011
La Freccia Vallone femminile 2011, quattordicesima edizione della corsa e valida come quarta prova della Coppa del mondo di ciclismo su strada femminile 2011, si svolse il 20 aprile 2011 su un percorso di 109,5 km, con partenza da Huy e arrivo al Muro di Huy, in Belgio. La vittoria fu appannaggio dell'olandese Marianne Vos, la quale completò il percorso in 2h58'27", alla media di 36,817 km/h, precedendo la svedese Emma Johansson e la tedesca Judith Arndt.
Sul traguardo del muro di Huy 81 cicliste, su 152 partite da Huy, portarono a termine la competizione.

## Percorso
L'edizione 2011, vide un percorso identico a quello dell'edizione precedente.

### Muri
| Numero | Nome              | Chilometro | Lunghezza (m) | Pendenza media (%) |
| ------ | ----------------- | ---------- | ------------- | ------------------ |
| 1      | Côte de Peu d'Eau | 38,5       | 2700          | 3,9                |
| 2      | Côte de Haut-Bois | 44         | 1600          | 4,8                |
| 3      | Côte de Groynne   | 49         | 2000          | 3,5                |
| 4      | Côte de Bohissau  | 55         | 1300          | 7,6                |
| 5      | Côte de Bousalle  | 68         | 1700          | 4,9                |
| 6      | Côte d'Ahin       | 71         | 1300          | 9,6                |
| 7      | Muro di Huy       | 80         | 1300          | 9,6                |
| 8      | Côte d'Ereffe     | 98,5       | 1700          | 7,5                |
| 9      | Muro di Huy       | 109,5      | 1300          | 9,6                |

## Resoconto degli eventi
Evelyn Stevens fy la prima delle favorite di giornata a scollinare la Côte de Bohissau; il suo vantaggio massimo raggiunse 1'15" su un gruppo di inseguitrici (circa venti unità) composto dalle principali favorite. La statunitense venne ripresa a quindici chilometri da Huy. A dieci chilometri dal traguardo, attaccò la russa Ol'ga Zabelinskaja, seguita a ruota da Marianne Vos. Le 2 atlete vennero riprese dalle inseguitrici, ai piedi della salita conclusiva. La Vos, che riuscì a gestire molto bene lo sforzo, tenne il ritmo e scattò sul muro, battendo allo sprint Emma Johansson e Judith Arndt.

## Ordine d'arrivo (Top 10)
| Pos. | Corridore              | Squadra                 | Tempo    |
| ---- | ---------------------- | ----------------------- | -------- |
| 1    | Marianne Vos           | Nederland Bloeit        | 2h58'27" |
| 2    | Emma Johansson         | Hitec Products-UCK      | a 3"     |
| 3    | Judith Arndt           | HTC-Highroad Women      | a 6"     |
| 4    | Elena Berlato          | Top Girls Fassa Bortolo | a 15"    |
| 5    | Nicole Cooke           | MCipollini-Giambenini   | s.t.     |
| 6    | Annemiek van Vleuten   | Nederland Bloeit        | a 21"    |
| 7    | Pauline Ferrand-Prévot | Sel. Francia            | s.t.     |
| 8    | Martine Bras           | Dolmans                 | a 24"    |
| 9    | Tatiana Guderzo        | MCipollini-Giambenini   | a 26"    |
| 10   | Kristin McGrath        | Sel. USA                | a 27"    |